# Teegarden b
Teegarden b is een exoplaneet in een baan rond de bewoonbare zone van de ster van Teegarden, een rode dwergster van het M-type op ongeveer 12 lichtjaar afstand van het zonnestelsel. Volgens de Earth Similarity Index is het de meest bewoonbare planeet ontdekt buiten het zonnestelsel met een score van 0,95. Het is de vierde dichtstbijzijnde potentieel bewoonbare exoplaneet tot nu toe. 

## Ontdekking
Teegarden b werd ontdekt in juni 2019. Astronomen gebruikten de CARMENES-telescoop die specifiek is ontworpen voor het vinden van exoplaneten rond dwergsterren. Het instrument, dat zich in het Spaanse observatorium Calar Alto bevindt, stelde de onderzoekers in staat om naar veranderingen in de radiale snelheid van de dwergster te zoeken. Na drie jaar nauwlettend observeren, lettend op eventuele 'wiebels' geproduceerd door objecten die in een baan rond de ster draaien, wezen meer dan 200 metingen op het bestaan van twee nieuwe planeten, nu aangeduid als Teegarden b en Teegarden c.

## Kenmerken
Teegarden b is de dichtstbijzijnde planeet rond de ster. Het heeft een omlooptijd van 4,91 dagen. De minimale massa van de planeet is één aardmassa, en de omtrek is waarschijnlijk aardachtig, wat een aardse samenstelling suggereert, met een ijzeren kern en rotsachtige korst. Teegarden b heeft waarschijnlijk een oceaan van water op het oppervlak. 

## Bewoonbaarheid

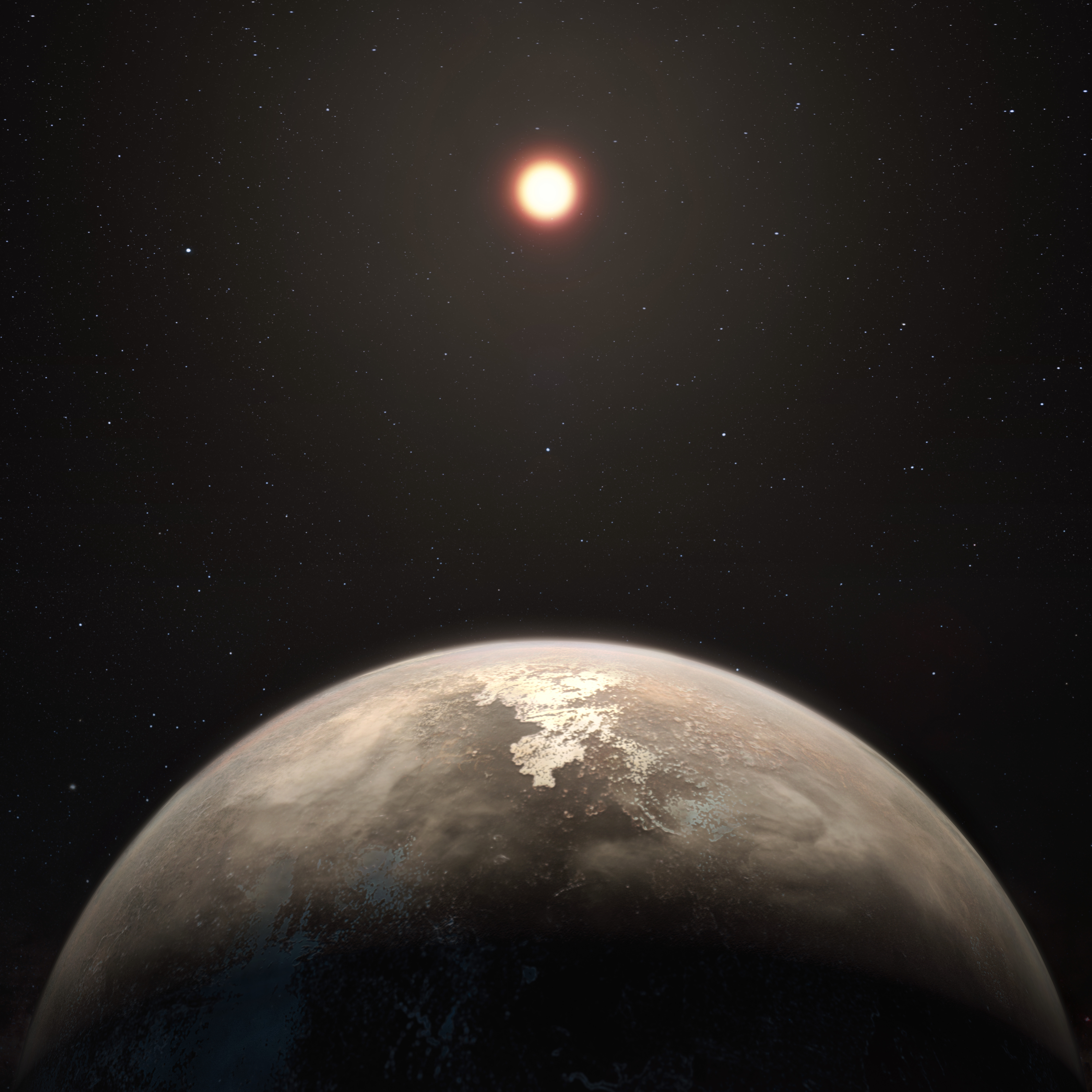
Ross 128, een voorbeeld van een rustige rode dwerg die een bewoonbare planeet kan ondersteunen, zoals de ster van Teegarden.

De bewoonbaarheid van Teegarden b is hoog. Het draait rond de ster in een bewoonbare zone, wat goed is voor de bewoonbaarheid vanwege de temperaturen op de planeet. Er is 60 procent kans op een gematigde oppervlaktemilieu, ergens tussen de 0 tot 50 °C en waarschijnlijk dichter bij 28 °C.
Het heeft de hoogste ESI ooit, met een score van 0,95. Een andere, doorslaggevende factor voor bewoonbaarheid is de ster zelf. De meeste rode dwergen stoten sterke zonnevlammen uit, die de atmosfeer van een planeet kunnen ontdoen en de bewoonbaarheid kunnen elimineren. Een goed voorbeeld is Kepler-438b, die een ESI-score van 0,88 heeft, maar vanwege zijn actieve ster waarschijnlijk onbewoonbaar is. Een ander voorbeeld is Proxima Centauri, de ster die het dichtst bij ons staat. De ster van Teegarden is inactief en stil, waardoor de planeet bewoonbaar wordt. Andere rustige rode dwergen met mogelijk bewoonbare exoplaneten zijn Ross 128 en Luyten's Star. 

## De ster zelf
De ster van Teegarden is een ultra-koele rode dwerg met ongeveer 9 procent de massa van onze zon met een temperatuur van ongeveer 2.900 kelvin (2.623 °C of 4.760 °F). De inherent lage temperaturen van dergelijke dwergsterren verklaren waarom de planeet niet eerder werd ontdekt, omdat de ster een schijnbare magnitude heeft van slechts 15,1 (en een absolute omvang van 17,22). Net als de meeste rode en bruine dwergen stoot de ster het grootste deel van zijn energie uit in het infraroodspectrum. De ster is ouder dan de zon, met een leeftijd van rond de 8 miljard jaar. 
Het werd ontdekt in 2003. Astronomen hebben lang gedacht dat het heel waarschijnlijk was dat veel onontdekte dwergsterren binnen 20 lichtjaar van de aarde bestaan, omdat onderzoek heeft aangetoond dat het aantal bekende nabijgelegen dwergsterren lager is dan verwacht en omdat deze sterren gemakkelijk over het hoofd worden gezien door hun lage magnitude. De ster werd dan uiteindelijk door een team ontdekt, gebruikmakend van datamining op een reeks gegevenssets die verzameld werden voor andere doeleinden doorheen de jaren. De ster werd dan ontdekt op fotografische platen van de Palomar Sky Survey uit 1951. Deze ontdekking was zeer significant omdat het team geen gebruik maakte van telescopen en het team had geen professionele astronomen op het tijdstip van ontdekking.  